# Ołeksandr Swatok
Ołeksandr Serhijowycz Swatok, ukr. Олександр Сергійович Сваток (ur. 27 września 1994 w Dnieprodzierżyńsku, w obwodzie dniepropetrowskim, Ukraina) – ukraiński piłkarz, grający na pozycji obrońcy.

## Kariera piłkarska

### Kariera klubowa
Wychowanek Interu Dniepropietrowsk oraz Akademii Piłkarskiej Dnipro Dniepropietrowsk, barwy których bronił w juniorskich mistrzostwach Ukrainy (DJuFL). Karierę piłkarską rozpoczął 10 lipca 2011 w drużynie młodzieżowej Dnipra. 13 sierpnia 2014 został wypożyczony na pół roku do Wołyni Łuck, w składzie którego 31 sierpnia 2014 debiutował w Premier-lidze. 24 czerwca 2017 przeszedł do Zorii Ługańsk. 15 lutego 2019 podpisał kontrakt z Hajdukiem Split. 28 grudnia 2019 zasilił skład SK Dnipro-1.

### Kariera reprezentacyjna
Występował w juniorskich reprezentacjach Ukrainy U-18 i U-19. Potem bronił barw młodzieżówki.